# حدود لبنان
حدود لبنان هي الحدود الدوليّة للجمهورية اللبنانية. تتضمن الحدود البريّة والبحريّة.
يحدّ لبنان من الشمال والشرق سوريا، والبحر الأبيض المتوسط من الغرب، بينما تحدّه فلسطين المحتلة من الجنوب.

## نظرة عامة
يقع لبنان في غربي قارة آسيا. يحده البحر الأبيض المتوسط من الغرب بشاطئ طوله 225 كم (140 ميل)، وفلسطين المحتلة من الجنوب وسوريا من الشرق والشمال. وطول حدوده مع سوريا 375 كم (233 ميل)، ومع فلسطين المحتلة 79 كم (49 ميل). وهناك خلاف قائم بين لبنان وسوريا بشأن منطقة صغيرة تجاور مرتفعات الجولان المحتلة من قبل الكيان الصهيوني وهي مزارع شبعا، حيث أن كلا البلدين يدعي انتماءها لإقليمه.
| الحدود                    | طول الحدود (كم) | ملاحظات |
| ------------------------- | --------------- | ------- |
| فلسطين                    | 79              |         |
| الجمهورية العربية السورية | 375             |         |

## المساحة والحدود
- المساحة الكلية: 10452 كلم2
- مساحة اليابسة: 10280 كلم2
- مساحة المياه: 170 كلم2
- طول الحدود البرية: 454 كلم

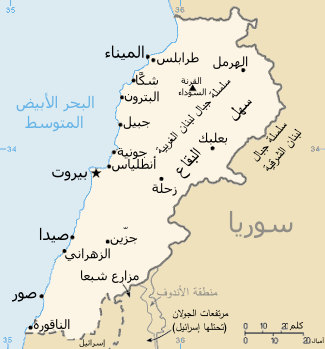
خريطة لبنان

  - طول الحدود مع فلسطين المحتلة: 79 كلم
  - طول الحدود مع سوريا: 375 كلم
- طول الحدود البحرية: 210 كلم
  - عمق الحدود البحرية: 12 ميل بحري
- أعلى نقطة: قمة القرنة السوداء: 3088 م
- أدنى نقطة: مستوى البحر

## مقالات متعلقة
- الحدود السورية اللبنانية.
- جغرافيا لبنان.
- عصام خليفة: الحدود اللبنانية - السورية: محاولات التحديد والترسيم 1920-2000 - (2006)
- عصام خليفة: لبنان الحدود والمياه: وثائق جديدة عن لبنانية مزارع شبعا. ج. 3 - (2008)